# Парфёнова, Елена Викторовна
Елена Викторовна Парфёнова (род. 26 ноября 1950 года) — советский и российский кардиолог, специалист в области молекулярных и клеточных механизмов регуляции роста и ремоделирования кровеносных сосудов, член-корреспондент РАН (2019).
Доктор медицинских наук (1994, тема диссертации: «Нейро-гуморальные и рецепторные характеристики больных гипертонической болезнью с гипертрофией левого желудочка»), профессор (2007).
Заместитель генерального директора НМИЦ кардиологии, директор института экспериментальной кардиологии.
Заведующая лабораторией постгеномных технологий в медицине кафедры биохимии и молекулярной медицины факультета фундаментальной медицины МГУ (читает курсы «Регенеративная медицина», «Генная и клеточная терапия»).

## Научная деятельность
Специалист в области молекулярных и клеточных механизмов регуляции роста и ремоделирования кровеносных сосудов, генных и клеточных технологий для стимуляции ангиогенеза и регенерации при ишемии тканей.
Область научных интересов: сердечная недостаточность, стволовые клетки сердца, регенеративная медицина.
Автор 218 научных работ, из них 26 патентов.
Под её руководством защищены 17 кандидатских и 2 докторские диссертации.
Член редколлегий журналов «Кардиологический вестник», «Гены и клетки», «Технологии живых систем», русского издания журнала «Circulation»